# در چله سرد زمستان (فیلم)
در چلهٔ سرد زمستان (به انگلیسی: In the Bleak Midwinter) فیلمی محصول سال ۱۹۹۵ و به کارگردانی کنت برانا است. در این فیلم بازیگرانی همچون ریچارد برایرز، هلتا چارنلی، جوآن کالینز، نیکولاس فارل، مارک هادفیلد، جرارد هوران، سلیا ایمری، مایکل مالونی، جولیا صوالحه، جنیفر ساندرز، جان سشنز، آدریان اسکاربورو، آن دیویس و پاتریک دویل ایفای نقش کرده‌اند.

## داستان
جو هارپر، بازیگر افسرده و بی‌پول، از مدیر برنامه‌اش مارگارتا دارسی درخواست می‌کند تا برای اجرای یک نسخه تجربی از هملتِ شکسپیر در زادگاهش «هوپ» در داربیشایر به او پول قرض دهد. جو می‌خواهد این اجرا آزاد و خلاقانه باشد، پس در مرحله تست بازیگری، جمعی از افراد عجیب‌وغریب را جذب می‌کند؛ کسانی که مارگارتا بیشترشان را دیوانه می‌پندارد.
در نهایت، شش نفر انتخاب می‌شوند: نینا ریموند خوش‌نیت، هنری ویکفیلد بدبین و خسته، تری دوبوا بازیگر همجنس‌گرای پرشور، تام نیومن خودشیفته، کارنفورث گرویل دائم‌الخمرِ انکارگر، و ورنون اسپچ، بازیگر کودک سابق. جو نقش هملت را برای خودش نگه می‌دارد.
با کمک خواهرش مالی، او بازیگران و وسایل صحنه را به کلیسایی مخروبه که قرار است بزودی تخریب شود منتقل می‌کند. بازیگران ابتدا از شرایط سخت اسکان و نبود بودجه ناراضی‌اند، اما تصمیم می‌گیرند بمانند. آنجا با فردی به نام فَج آشنا می‌شوند که طراحی لباس و دکور را به‌عهده می‌گیرد. فَج ایده‌هایی عجیب مثل استفاده از مقوای آدمک به‌جای تماشاچی و مه برای دکور صحنه دارد.
تمرین‌ها به‌سختی پیش می‌رود. کارنفورث دائم مست است و دیالوگ‌ها را فراموش می‌کند. تام با لهجه‌های عجیب بازی می‌کند. هنری از هم‌اتاقی بودن با تری ناراضی است. نینا به خاطر ضعف بینایی باعث تصادف می‌شود و مالی مجبور است در تمرین‌ها نقش هملت را بازی کند تا جو بتواند کارگردانی کند. در همین گیرودار، صاحب کلیسا یک هفته اجاره بیشتر می‌خواهد، درحالی‌که جو پولی ندارد و هنوز حتی یک بلیت هم پیش‌فروش نشده.
ورنون به کمک می‌آید و با پخش تراکت و تبلیغ در کاباره‌ای که خودش در آن برنامه دارد، بلیت می‌فروشد. هنری و تری به مرور به‌خاطر علاقه مشترک‌شان به «هنری ایروینگ» به هم نزدیک می‌شوند. تری اعتراف می‌کند که پسری به نام تیم دارد که سال‌هاست با او رابطه ندارد، و به همین دلیل بازی در نقش گرترود برایش سخت است. در ادامه، تام به‌خاطر فشارهای مختلف، از جمله اشتباهات کارنفورث، فشارهای کارگردانی جو و مزاحمت‌های ورنون، دچار فروپاشی عصبی می‌شود. همین مسئله جو را نیز به مرز فروپاشی می‌برد؛ او اعتراف می‌کند که این پروژه اشتباه بوده و حالا همه چیز خیلی شخصی شده، زمان تمام شده، و او پولی برای ادامه کار یا حتی اجاره محل ندارد. اما مالی و هنری با آرامش به او دلگرمی می‌دهند.
با بازگشت جو به بازیگری در تمرین‌ها، اجراها رو به بهبود می‌رود. ورنون به جو می‌گوید که بقیه اعضای گروه دور هم پول جمع کرده‌اند تا وضعیت مالی را بهتر کنند. بعد از اجرای فنی، جو تماس تلفنی از مارگارتا دریافت می‌کند؛ او به جو اطلاع می‌دهد که یک قرارداد سه‌فیلمه با تهیه‌کننده‌ای آمریکایی به نام نانسی کرافورد برایش مهیاست، اما تماس پیش از اعلام جزئیات قطع می‌شود.
شب کریسمس، درست قبل از شروع اجرای اول، مارگارتا می‌رسد و به جو می‌گوید که باید فوراً به لس‌آنجلس پرواز کند، یعنی نمی‌تواند در شب افتتاحیه اجرا حاضر باشد. بازیگران با ناراحتی از او خداحافظی می‌کنند. نینا با گریه از جو می‌خواهد که بماند، اما جو می‌رود. تماشاگران وارد می‌شوند: از جمله مادر کارنفورث، پدر نینا، و تیم که هنری او را با دروغی درباره بیماری تری به اجرا کشانده. کرافورد و مارگارتا نیز با یک خبرنگار وارد می‌شوند.
اما وقتی مالی اجرای هملت را شروع می‌کند، جو بازمی‌گردد؛ به او اجازه داده‌اند تا اجرای افتتاحیه را انجام دهد تا کرافورد اجرای زنده‌اش را ببیند. اجرا به‌خوبی پیش می‌رود و بعد از آن، کرافورد پشت‌صحنه اعلام می‌کند که علاقه‌ای به جو ندارد، اما حاضر است نقش اصلی فیلمش را به تام بدهد و فَج را نیز به‌عنوان طراح لباس بیاورد. مارگارتا هم پیشنهاد می‌دهد مدیر برنامه تام باشد.
وقتی سالن خالی می‌شود، گروه با شادی می‌رقصند و رابطه‌ای تازه میان نینا و جو شکل می‌گیرد. کریسمس فرا می‌رسد.